# Club Deportivo Córdoba Futsal Patrimonio
El Club Deportivo Córdoba Futsal Patrimonio, conocido por razones de patrocinio como Córdoba Patrimonio de la Humanidad, es un equipo de fútbol sala situado en la ciudad de Córdoba, España. Desde la temporada 2019-20 juega en la Primera División de la Liga Nacional de Fútbol Sala.
Fue fundado en 2013 por José García Román, el cual ha logrado que el club pase en menos de una década de no ser profesional a alcanzar la élite del fútbol sala español. El club gestiona categorías juveniles, y cuenta, además, con el apoyo de patrocinadores locales.

## Historia
La historia del Córdoba Patrimonio de la Humanidad arrancó en el curso 2013-14. Por aquel entonces, el equipo se denominaba Minuto 90, web de información deportiva que gestionaba el propio García Román, y que fue el germen de un equipo que jugaba sin pensar en el profesionalismo de la élite. Un año bastó al cuadro cordobés para pasar de Primera Provincial a Tercera División. Al curso siguiente, ya con algunos jugadores del actual plantel como Juanra o los hermanos Manu y David Leal, el conjunto cordobés deslumbró en Tercera, para ganarse así un sitio en Segunda B.
Inmerso en una liga ya más competitiva, García Román buscó apoyos para impulsar el proyecto y el primer equipo paso a llamarse Itea Automatismos, empresa radicada en Montilla que permitió consolidar la estructura, mirando ya a la provincia, donde el club siempre ha pescado jugadores con gran acierto.
Un 5.º puesto en la categoría de bronce en el curso 2015-16 dejó paso a una temporada casi perfecta, en la que el Itea fue 2.º de su grupo, muy cerca de lograr el ascenso. El premio se resistía, pero semanas después de acabar la liga, la renuncia al ascenso del Cerro Reyes abrió las puertas de la Segunda al conjunto cordobés. Un golpe de fortuna inesperado que García Román supo aprovechar como nadie, para sumar apoyos y dar un gran salto de calidad.
Entonces, de cara a la temporada 2018-19, entró al proyecto el Córdoba CF, el cual logró aportar otra dimensión. Unos colores y un escudo con los que la afición se identificaba empezaron a poblar Vista Alegre. El himno blanquiverde empezó a resonar en el pabellón cordobés y el proyecto crecía en respaldo social por semanas a tal punto de llenar Vistalegre.
Finalmente, el 1 de junio de 2019, el equipo se proclamó campeón del playoff de ascenso tras una dura semifinal del conjunto cordobés que logró imponerse por doble vez al Real Betis Futsal en territorio sevillano, consiguiendo el paso a Primera División, tras el enfrentamiento al Mengíbar Fútbol Sala, con doble victoria cordobesa.